# Suzanne Leclercq
Suzanne Céline Marie Julie Joséphine Leclercq (Luik, 28 maart 1901 – aldaar, 12 juni 1994) was een Belgische paleobotanica en paleontologe. Ze is bekend vanwege haar studie naar planten uit het devoon. Suzanne Leclercq was hoogleraar in stratigrafie en paleophytologie aan de Universiteit van Luik en lid van vele wetenschappelijke organisaties, waaronder de Botanical Society of America en Société géologique de Belgique (het geologisch genootschap van België). Haar botanische auteursaanduiding is Leclercq.

## Biografie
Leclercq begon haar studie in 1920 en schreef zich in voor natuurwetenschappen aan de Universiteit van Luik, waar zij haar kandidaatsdiploma twee jaar later behaalde. Vanaf mei 1923 werkte ze als assistent voor de hoogleraar Charles Fraipont in het laboratorium voor paleontologie. In 1924 werd ze benoemd tot doctor in de natuurwetenschappen en werd ze assistent in het laboratorium voor paleontologie van de Universiteit. Het jaar daarop werd ze gepromoveerd tot onderzoeksleider en conservator van de paleontologische collectie.
Als gekwalificeerd onderzoeker (1929-1933) voor het Nationaal Fonds voor Wetenschappelijk Onderzoek, richtte zij zich vervolgens op het diploma tot universitair docent in het hoger onderwijs. In dat kader presenteerde ze op 26 juni 1931 de dissertatie Les progrès réalisés grâce aux études paléobotaniques dans les domaines de la botanique générale et de la géologie stratigraphique (‘De vooruitgang die geboekt is dankzij paleobotanische studies binnen de algemene botanica en de stratigrafische geologie’). Zo werd zij de eerste vrouw die dit diploma behaalde aan de Universiteit van Luik.
Vanaf 1933 was zij universitair docent aan de Universiteit van Luik en vier jaar later werd zij benoemd tot hoogleraar. Zij onderwees er fytopaleontologie en stratigrafische paleontologie en werd zo een van de eerste vrouwen die een academische positie bekleedde.
Zij werd in 1975 lid van de afdeling natuurwetenschappen binnen de Académie royale des sciences, des lettres et des beaux-arts de Belgique (de Franstalige tegenhanger van de Koninklijke Vlaamse Academie van België voor Wetenschappen en Kunsten). Suzanne Leclercq was ook voorzitter van de Société géologique de Belgique van 1953 tot 1954.

## Onderzoek
Leclercq heeft vele onderzoeken gerealiseerd en begon haar loopbaan met een artikel over ‘koolballen’ uit de kolenmijnen van Wérister in België.
In 1924 publiceerde de Académie royale des sciences, des lettres et des beaux-arts de Belgique de eerste hoofdstukken van haar proefschrift.
In 1925 werd de finale versie gepubliceerd.
Ze sloot zich ook aan bij de redacties van meerdere gespecialiseerde tijdschriften waaronder The Paleobotanist.

## Prijzen en onderscheidingen
- 1924: winnaar van het universitair concours over mineralogie voor de periode 1924 - 1926
- 1928: Kerkhove d’Exaerde-prijs voor de natuurwetenschappen
- 1929-1931: driejaarlijkse François Crépin-prijs, toegekend door de Société Royale de Botanique de Belgique
- 1939: bekroond door de Académie royale de Belgique voor haar publicatie ‘Végétaux dévoniens de Belgique’, samen met François Stockmans
- 1953: Agathon De Potter-prijs
- 1958: Henri Buttgenbach-prijs

Ze is officier in de Leopoldsorde, commandeur in de Kroonorde en grootofficier in de Orde van Leopold II.
Een botanische fossielsoort uit het devoon is naar haar vernoemd: Leclercqia.
- Bibliothèque nationale de France: cb134888331 (data)
- Author citation (botany): Leclercq
- Gemeinsame Normdatei: 139731490
- International Standard Name Identifier: 0000 0000 7248 9723
- Library of Congress Control Number: no99033475
- Nationale Bibliotheek van Israël: 987007292063705171
- Nederlandse Thesaurus van Auteursnamen: 25183719X
- Système universitaire de documentation: 035778431
- Virtual International Authority File: 92492129
- WorldCat: E39PBJyhfwgJpYy3GwgfjMm8G3